# Angelina Masdeu
Angelina Masdeu (Cataluña, 20 de febrero de 1977) es una exjugadora española de rugby. Fue internacional con la Selección española femenina y jugó para el Club Esportiu INEF Lleida y Gaztedi Rugby Taldea.  

## Biografía
Angelina Masdeu participó en el Torneo Seis Naciones femenino .
Fue seleccionada para la Copa Mundial de Rugby Femenina de 2006 y de 2002.

## Palmarés
- 38 internacionalidades con la Selección española (debutó el 8 de mayo del 2000 contra Italia)
- Varias participaciones en el Torneo Seis Naciones
- Participación en la Copa del Mundo de 2002 y de 2006